# Wyoming Highway 111
Der Wyoming Highway 111 (kurz: WYO 111) ist eine 13,89 km lange State Route im US-Bundesstaat Wyoming. Sie verbindet die Interstate 90 mit dem Wyoming Highway 24 und befindet sich vollständig im Crook County.

## Streckenverlauf
Der Wyoming Highway 111 beginnt an der Ausfahrt 199 der Interstate 90, rund 10 km westlich des Ortes Beulah, und verläuft von dort in nördliche Richtung durch das östliche Crook County. Die Straße kreuzt den hier parallel zur Interstate 90 verlaufenden U.S. Highway 14 und verläuft für knapp 14 km durch unbewohntes Gebiet nach Norden, bevor sie unmittelbar westlich des Ortes Aladdin auf den hier in Ost-West-Richtung verlaufenden Wyoming Highway 24 trifft.

## Belege
1. 1 2  AARoads: Wyoming State Route Log: 100 through 199. Abgerufen am 21. Februar 2024 (amerikanisches Englisch).